# دولب
دَوْلَب جنس من حلزونات المياه العذبة فصيلة المقوقعات المستوية.أنواعه المعروفة عديدة منتشرة في معظم بحيرات ومناقع البلاد المعتدلة الحرارة. أصدافها قرنية المادة مبططة شدفاء اللولب سمراء اللون أو خضراء أو صفراء. أجسامها نحيلة مستطيلة.